# Unter Geschäftsaufsicht
Unter Geschäftsaufsicht (Wehe, wenn er losgelassen) (česky volně přeloženo Pod obchodním vedením, Co se děje, když je propuštěn) je německojazyčná verze československého filmu To neznáte Hadimršku, jež se oba natáčely současně. Z řad německých herců se v tomto snímku objevili: Mabel Hariotová, Harry Frank, Eugen Jensen Friedrich Hölzlin, český herec Josef Rovenský a další. Film režírovali stejní režiséři jako českou verzi, Karel Lamač a Martin Frič, stejný byl i výrobní štáb. Vlasta Burian zde hrál stejnou roli, jako v české verzi a také to byl jeho 10. film.

## Děj
Vrchní revident Popelec Hadimrška (Vlasta Burian) odjíždí do Prahy, z rodného Renešova, aby zachránil obchod gramofonových desek a gramofonů Jiřího Zlatníka (Harry Frank). Při tom zažije usedlý, tichý, pedantický a strašně přísný úředník nečekané dobrodružství a také vyjde najevo jeho dávné tajemství… (více se o tomto filmu dovíte v infu u filmu To neznáte Hadimršku – česká verze)

## V hlavní roli
Vlasta Burian (role: vrchní revident Popelec Hadimrška)

## Dále hrají
Harry Frank (Jiří Zlatník), Mabel Hariotová (kabaretní zpěvačka Mici Angora), Friedl Haerlinová (Asta Wielandová, konzulova dcera a falešná Máňa Nováková), Friedrich Hölzlin (generální ředitel Bruckmann), Eugen Jensen (konzul Wieland), Josef Rovenský (kapesní zloděj), Otto Heller, Jan Roth (strážníci), Rolf Wanka (svatý Petr) 

## Autorský tým
- Námět: F. R. Arnold, E. Bach (hra „Pod dozorem věřitelů“)
- Scénář: Václav Wasserman
- Režie: Karel Lamač, Martin Frič
- Kamera: Otto Heller
- Hudba: Jára Beneš
- Texty písní: Fritz Anders, Bedřich Wermuth
- Výroba: Elektafilm

## Technické údaje
- Rok výroby: 1931
- Premiéra: 1932
- Zvuk: zvukový
- Barva: černobílý
- Délka: 90 minut
- Druh filmu: komedie
- Země původu: Československo - Německo
- Jazyk: němčina
- Natočeno: v ateliéru, Praze